# Bonded by Blood (Band)
Bonded by Blood ist eine Thrash-Metal-Band aus Pomona im US-amerikanischen Bundesstaat Kalifornien. Die Band steht bei Earache Records unter Vertrag und hat bislang drei Studioalben und eine EP veröffentlicht.

## Geschichte
Die Band wurde im Sommer 2005 vom erst 17-jährigen Sänger Jose Barrales gegründet. Vervollständigt wurde die Gruppe durch die Gitarristen Alex Lee und Juan Juarez, den Bassisten Ruben Dominguez sowie dem Schlagzeuger Carlos Regalado. Da alle Mitglieder große Fans der Band Exodus sind, beschlossen die Mitglieder, sich nach dem Debütalbum von Exodus Bonded by Blood zu benennen. Kurioserweise war keiner der Musiker geboren, als das namensgebende Album 1985 veröffentlicht wurde.
Ein Jahr nach der Gründung veröffentlichte die Band ihr Demo Four Pints of Blood, gefolgt von der selbstfinanzierten EP Extinguish the Weak ein Jahr später. Im September 2007 wurden Bonded by Blood von Earache Records unter Vertrag genommen. Das Debütalbum Feed the Beast wurde von Michael Rosen produziert und im Juni 2008 veröffentlicht. Im Frühjahr 2009 tourte die Band zusammen mit Cauldron in Europa.

## Diskografie

### Alben
- 2006: Four Pints of Blood (Demo)
- 2008: Feed the Beast
- 2010: Exiled to Earth
- 2012: The Aftermath

### EPs
- 2007: Extinguish the Weak

### Musikvideos
- 2010: Prototype: Death Machine (Exiled to Earth)